# Créon
 Créon  (en occitano Creon) es una población y comuna francesa, situada en la región de Aquitania, departamento de Gironda, en el distrito de Burdeos. Es el chef-lieu del cantón de Créon.

## Demografía
| 1286 | 1560 | 1842 | 2205 | 2508 | 2856 |
| Para los censos de 1962 a 1999 la población legal corresponde a la población sin duplicidades (Fuente: INSEE [Consultar]) |      |      |      |      |      |